# Eustala conchlea
Eustala conchlea là một loài nhện trong họ Araneidae.
Loài này thuộc chi Eustala. Eustala conchlea được Henry Christopher McCooki miêu tả năm 1888.